# Санс, Жорди
Жо́рди Са́нс-Хуа́н (исп. Jordi Sans Juan; 3 августа 1965, Барселона, Испания) — испанский ватерполист, олимпийский чемпион 1996 года и чемпион мира 1998 года. В настоящее время занимает пост спортивного директора Союза спортивных федераций Каталонии.

## Биография
Родился 3 августа 1965 года в Барселоне, брат Жоана Санса.
В составе сборной Испании по водному поло он провёл 483 матча. Впервые выступив на Олимпийских играх в Лос-Анджелесе в 1984 году, Санс впоследствии участвовал в пяти олимпиадах подряд, в 1992 году завоевав серебро, а спустя четыре года, на Олимпийских играх в Атланте, выиграв золото.
Закончив карьеру игрока в 2003 году, Санс занял должность спортивного директора и начальника внутренних связей в Союзе спортивных федераций Каталонии (UFEC, Unió de Federacions Esportives de Catalunya). В том же году он опубликовал автобиографию («Un camí, una fita, els meus cinc Jocs Olímpics»).
В 2011 году Санс вместе с остальными игроками ватерпольной сборной 1996 года был награждён золотой медалью Королевского ордена за заслуги в спорте.

## Клубы
- Монжуик (Испания)
- Медитеррани (Испания)
- Побле Ноу (Испания)
- Каталуния (Испания)
- Атлетик-Барселонета (Испания)

## Награды и достижения

#### На клубном уровне
- Лига Испании: 6
- Кубок Короля: 4

#### На национальном уровне
Олимпийские игры:
- Золото (1996)
- Серебро (1992)
- 4 место (1984, 2000)
- 6 место (1988)

Чемпионат мира:
- Золото (1998)
- Серебро (1991, 1994)

Чемпионат Европы:
- Серебро (1991)
- Бронза (1993)
- 5 место (1995, 1997)
- 6 место (1999)

Кубок мира:
- Бронза (1985, 1991, 1999)

Молодёжный чемпионат мира:
- Золото (1983)

Молодёжный чемпионат Европы:
- Бронза (1984)